# Begonia bettinae
Espèce
Begonia bettinae est une espèce de plantes de la famille des Begoniaceae.
L'espèce fait partie de la section Gireoudia.
Elle a été décrite en 1965 par Rudolf Christian Ziesenhenne (1911-2005).

## Répartition géographique
Cette espèce est présente au Mexique dans le Chiapas.